# Лутон, Джейк
Джейк Лутон (англ. Jake Luton; 11 апреля 1996, Мэрисвилл, Вашингтон) — американский футболист, квотербек клуба НФЛ «Сиэтл Сихокс». Известен по выступлениям в составе клуба «Джэксонвилл Джагуарс». На студенческом уровне играл за команды Айдахского университета и университета штата Орегон. На драфте НФЛ 2020 года был выбран в шестом раунде.

## Биография
Джейк Лутон родился 11 апреля 1996 года в Мэрисвилле в штате Вашингтон. Он один из четырёх сыновей в семье Джудда и Хизер Лутонов. Он окончил старшую школу Мэрисвилл-Пилчак. В выпускной год в составе её футбольной команды Лутон стал победителем чемпионата Лиги Уэско. Кроме футбола, он играл в бейсбол на позициях питчера и аутфилдера, включался в состав сборной звёзд штата.

### Любительская карьера
После окончания школы Лутон поступил в университет Айдахо. Сезон 2014 года он провёл в статусе освобождённого игрока, в турнире NCAA дебютировал в 2015 году. В своём первом сезоне он набрал пасом 403 ярда с одним тачдауном, ещё пять тачдаунов Лутон сделал на выносе. Не сумев выиграть борьбу за место стартового квотербека, в июле 2016 года он объявил о своём переходе в другой колледж.
Летом 2016 года Лутон перешёл в общественный колледж Вентуры в Калифорнии. За его команду он провёл один сезон, набрав 3 551ярд и сделав 40 тачдаунов. Оба показателя стали рекордными. По итогам года Лутон был признан лучшим игроком нападения в конференции. Перед началом сезона 2017 года он перевёлся в университет штата Орегон. В первом сезоне в составе новой команды он сыграл четыре матча, после чего получил травму. В сезоне 2018 года Лутон сыграл в восьми матчах, набрав 1 660 ярдов с 10 тачдаунами.
В январе 2019 года он получил специальное разрешение от NCAA, чтобы иметь возможность отыграть шестой в карьере сезон. Лутон закрепился в  статусе стартового квотербека «Орегон Стейт Биверс», был выбран капитаном команды. Он сыграл одиннадцать матчей, в девяти из которых делал как минимум один тачдаун. По ходу турнира его называли в числе претендентов на индивидуальные награды лучшему квотербеку студенческого футбола. Всего за три года выступлений за команду он набрал 5 227 ярдов и сделал 42 тачдауна. Оба результата вошли в десятку лучших в истории университета.

#### Статистика выступлений в чемпионате NCAA
| Сезон | Команда             | Игры | Пас | Пас | Пас  | Пас   | Пас | Пас | Пас | Пас   | Вынос | Вынос | Вынос | Вынос |
| Сезон | Команда             | Игры | Cmp | Att | Pct  | Yds   | Y/A | TD  | Int | Rtg   | Att   | Yds   | Avg   | TD    |
| ----- | ------------------- | ---- | --- | --- | ---- | ----- | --- | --- | --- | ----- | ----- | ----- | ----- | ----- |
| 2014  | Айдахо Вандалс      | —    | —   | —   | —    | —     | —   | —   | —   | —     | —     | —     | —     | —     |
| 2015  | Айдахо Вандалс      | 8    | 51  | 80  | 63,8 | 403   | 5,0 | 1   | 4   | 100,2 | 27    | 73    | 2,7   | 5     |
| 2017  | Орегон Стейт Биверс | 4    | 83  | 135 | 61,5 | 853   | 6,3 | 4   | 4   | 118,4 | 17    | 27    | 1,6   | 0     |
| 2018  | Орегон Стейт Биверс | 8    | 140 | 224 | 62,5 | 1 660 | 7,4 | 10  | 4   | 135,9 | 28    | -144  | -5,1  | 0     |
| 2019  | Орегон Стейт Биверс | 11   | 222 | 358 | 62,0 | 2 714 | 7,6 | 28  | 3   | 149,8 | 44    | -87   | -2,0  | 1     |
| Всего | Всего               | 31   | 496 | 797 | 62,2 | 5 630 | 7,1 | 43  | 15  | 135,6 | 116   | -131  | -1,1  | 6     |

### Профессиональная карьера
Перед драфтом НФЛ 2020 года аналитик сайта Bleacher Report Мэтт Миллер характеризовал Лутона как квотербека с хорошей рукой и антропометрическими данными, которому недостаёт мобильности. По его мнению, игроки такого плана способны эффективно действовать лишь в определённых схемах и не востребованы в современной лиге. К плюсам Лутона он относил бережное отношение к мячу и минимальное число потерь, большой опыт игры в нападении с плей-экшн концепциями, умение играть в разных формациях. К недостаткам Миллер относил низкую подвижность игрока, слабую игру под давлением, плохое видение поля.
На драфте Лутон был выбран «Джэксонвиллом» в шестом раунде. Он подписал с клубом четырёхлетний контракт на сумму 3,5 млн долларов. В НФЛ он дебютировал после травмы основного квотербека команды Гарднера Миншью. В стартовом состав «Джагуарс» он сыграл три матча, набрав 624 ярда при двух тачдаунах и шести перехватах. После неудачного отрезка чемпионата его заменил Майк Гленнон, а Лутон остался третьим квотербеком команды. В межсезонье в «Джэксонвилл» пришли опытный Си Джей Битард и выбранный на драфте под первым номером Тревор Лоуренс. Перед началом регулярного чемпионата Лутон был отчислен, а затем подписал контракт с «Сиэтлом».

#### Статистика выступлений в НФЛ

##### Регулярный чемпионат
| Сезон | Команда              | Игры | Пас | Пас | Пас  | Пас | Пас | Пас | Пас | Пас  | Вынос | Вынос | Вынос | Вынос |
| Сезон | Команда              | Игры | Cmp | Att | Pct  | Yds | Y/A | TD  | Int | Rtg  | Att   | Yds   | Avg   | TD    |
| ----- | -------------------- | ---- | --- | --- | ---- | --- | --- | --- | --- | ---- | ----- | ----- | ----- | ----- |
| 2020  | Джэксонвилл Джагуарс | 3    | 60  | 110 | 54,5 | 624 | 5,7 | 2   | 6   | 54,5 | 1     | 13    | 13,0  | 1     |
| 2021  | Сиэтл Сихокс         | 0    | 0   | 0   | 0,0  | 0   | 0,0 | 0   | 0   | 0,0  | 0     | 0     | 0,0   | 0     |
| Всего | Всего                | 3    | 60  | 110 | 54,5 | 624 | 5,7 | 2   | 6   | 54,5 | 1     | 13    | 13,0  | 1     |

- На 18 октября 2021 года